# Hargita megye községeinek listája

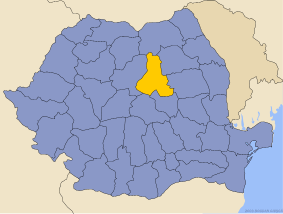
Hargita megye elhelyezkedése Romániában

Ez a lista  Hargita megye községeit sorolja fel a magyar elnevezés ábécésorrendjében.
| Magyar név         | Román név       | Terület (km²) | Lakosság 2011-ben (fő) | Községközpont      | Beosztott falvak |
| ------------------ | --------------- | ------------- | ---------------------- | ------------------ | --- |
| Bélbor             | Bilbor          | 227,3         | 2638                   | Bélbor             | Rakottyás |
| Bögöz              | Mugeni          | 65,30         | 3491                   | Bögöz              | Agyagfalva, Béta, Décsfalva, Mátisfalva, Székelydobó, Székelymagyaros, Vágás                                                                 |
| Csíkcsicsó         | Ciceu           | 69,41         | 2679                   | Csíkcsicsó         | Csaracsó |
| Csíkdánfalva       | Dănești         | 63,36         | 2292                   | Csíkdánfalva       | - |
| Csíkkozmás         | Cozmeni         | 70,51         | 2115                   | Csíkkozmás         | Lázárfalva |
| Csíkmadaras        | Mădăraș         | 66,00         | 2199                   | Csíkmadaras        | - |
| Csíkpálfalva       | Păuleni-Ciuc    | 49,56         | 1831                   | Csíkpálfalva       | Csíkcsomortán, Csíkdelne |
| Csíkrákos          | Racu            | 47,40         | 1607                   | Csíkrákos          | Göröcsfalva |
| Csíkszentgyörgy    | Ciucsângeorgiu  | 240,72        | 4839                   | Csíkszentgyörgy    | Csíkbánkfalva, Csíkménaság, Csobányos, Egerszék, Gyürke, Kotormány, Ménaságújfalu, Pottyond                                                  |
| Csíkszentimre      | Sântimbru       | 52,94         | 2063                   | Csíkszentimre      | Csíkszentimrei Büdösfürdő |
| Csíkszentlélek     | Leliceni        | 36,91         | 2010                   | Csíkszentlélek     | Csíkmindszent, Fitód, Hosszúaszó |
| Csíkszentkirály    | Sâncrăieni      | 53,30         | 2526                   | Csíkszentkirály    | - |
| Csíkszentdomokos   | Sândominic      | 151,29        | 6110                   | Csíkszentdomokos   | - |
| Csíkszentmárton    | Sânmartin       | 41,64         | 2322                   | Csíkszentmárton    | Csíkcsekefalva, Úzvölgye |
| Csíkszentmihály    | Mihăileni       | 83,64         | 2644                   | Csíkszentmihály    | Ajnád, Lóvész, Vacsárcsi |
| Csíkszentsimon     | Sânsimion       | 46,30         | 3482                   | Csíkszentsimon     | Csatószeg |
| Csíkszenttamás     | Tomești         | 56,70         | 2563                   | Csíkszenttamás     | - |
| Csíkszépvíz        | Frumoasa        | 84,06         | 3682                   | Csíkszépvíz        | Bükklok, Csíkborzsova, Csíkszentmiklós |
| Ditró              | Ditrău          | 114,99        | 5483                   | Ditró              | Cengellér, Orotva |
| Etéd               | Atid            | 140,28        | 2705                   | Etéd               | Énlaka, Kőrispatak, Küsmöd, Siklód |
| Farkaslaka         | Lupeni          | 125,35        | 4473                   | Farkaslaka         | Bogárfalva, Firtosváralja, Kecset, Kecsetkisfalud, Nyikómalomfalva, Székelypálfalva, Szencsed, Székelyszentlélek                             |
| Felsőboldogfalva   | Feliceni        | 79,60         | 3297                   | Felsőboldogfalva   | Árvátfalva, Bikafalva, Farcád, Hodgya, Ocfalva, Patakfalva, Sándortelke, Sükő, Székelylengyelfalva, Telekfalva                               |
| Fenyéd             | Brădești        | 31,22         | 1915                   | Fenyéd             | Küküllőkeményfalva |
| Galambfalva        | Porumbeni       | 37,46         | 1805                   | Nagygalambfalva    | Kisgalambfalva |
| Galócás            | Gălăuțaș        | 30,42         | 2498                   | Galócás            | Ármándombja, Galócáspatak, Nucén, Ploptyis, Preluka, Tolésén, Zápodéa                                                                        |
| Gyergyóalfalu      | Joseni          | 224,01        | 5536                   | Gyergyóalfalu      | Borzont, Bucsin |
| Gyergyócsomafalva  | Ciumani         | 96,86         | 4328                   | Gyergyócsomafalva  | - |
| Gyergyóholló       | Corbu           | 170,49        | 1520                   | Gyergyóholló       | Hollósarka |
| Gyergyóremete      | Remetea         | 106,00        | 6165                   | Gyergyóremete      | Eszenyő, Kisbükk, Martonka |
| Gyergyótölgyes     | Tulgheș         | 244,47        | 3279                   | Gyergyótölgyes     | Hágótő, Péntekpataka, Récefalva |
| Gyergyóújfalu      | Suseni          | 220,92        | 5114                   | Gyergyóújfalu      | Kilyénfalva, Libán, Szenéte, Tekerőpatak |
| Gyergyóvárhegy     | Subcetate       | 51,11         | 1832                   | Gyergyóvárhegy     | Dudád, Fülpe, Kalnács |
| Gyimesfelsőlok     | Lunca de Sus    | 82,60         | 3242                   | Gyimesfelsőlok     | Görbepataka, Komjátpataka, Nyíresalja, Sántatelek, Ugrapataka                                                                                |
| Gyimesközéplok     | Lunca de Jos    | 126,01        | 5328                   | Gyimesközéplok     | Antalokpataka, Barackospatak, Borospataka, Bükkhavaspataka, Farkaspalló, Hidegség, Kápolnapataka, Sötétpatak                                 |
| Homoródalmás       | Merești         | 112,25        | 1339                   | Homoródalmás       | - |
| Homoródszentmárton | Mărtiniș        | 143,35        | 2838                   | Homoródszentmárton | Abásfalva, Bágy, Gyepes, Homoródkeményfalva, Homoródremete, Homoródszentpál, Homoródszentpéter, Kénos, Lókod, Recsenyéd, Városfalva          |
| Kányád             | Ulieș           | 65,29         | 1193                   | Kányád             | Ábránfalva, Ége, Homoródszentlászló, Jászfalva, Miklósfalva, Petek, Székelydálya                                                             |
| Kápolnásfalu       | Căpâlnița       | 26,50         | 2026                   | Kápolnásfalu       | - |
| Karcfalva          | Cârța           | 81,15         | 2709                   | Karcfalva          | Csíkjenőfalva |
| Kászonaltíz        | Plăieșii de Jos | 302,52        | 3033                   | Kászonaltíz        | Kászonfeltíz, Kászonimpér, Kászonjakabfalva, Kászonújfalu                                                                                    |
| Korond             | Corund          | 113,51        | 6135                   | Korond             | Atyha, Fenyőkút, Kalonda, Pálpataka |
| Lövéte             | Lueta           | 101,64        | 3439                   | Lövéte             | Kirulyfürdő |
| Madéfalva          | Siculeni        | 40,36         | 2726                   | Madéfalva          | - |
| Máréfalva          | Satu Mare       | 41,13         | 1995                   | Máréfalva          | - |
| Oklánd             | Ocland          | 61,10         | 1293                   | Oklánd             | Homoródkarácsonyfalva, Homoródújfalu |
| Oroszhegy          | Dealu           | 94,95         | 3907                   | Oroszhegy          | Székelyfancsal, Székelyszentkirály, Székelyszenttamás, Tibód, Üknyéd, Ülke                                                                   |
| Parajd             | Praid           | 180,03        | 6502                   | Parajd             | Alsósófalva, Békástelep, Bucsin, Felsősófalva, Sásverés                                                                                      |
| Salamás            | Sărmaș          | 70,12         | 3804                   | Salamás            | Gyergyóhodos, Fundoja, Kerekfenyő, Runk |
| Siménfalva         | Simonești       | 116,18        | 3776                   | Siménfalva         | Bencéd, Csehétfalva, Kiskadács, Kiskede, Kobátfalva, Medesér, Nagykadács, Nagykede, Rugonfalva, Székelyszentmihály, Tarcsafalva, Tordátfalva |
| Szárhegy           | Lăzarea         | 86,94         | 3424                   | Gyergyószárhegy    | Güdüctelep |
| Szentábrahám       | Avrămești       | 28,20         | 2465                   | Szentábrahám       | Csekefalva, Firtosiláz, Firtosmartonos, Gagy, Kismedesér, Magyarandrásfalva, Solymosiláz                                                     |
| Székelyandrásfalva | Săcel           | 77,30         | 1253                   | Székelyandrásfalva | Hidegkút, Kissolymos, Nagysolymos, Újlak |
| Székelyderzs       | Dârjiu          | 41,97         | 1036                   | Székelyderzs       | Székelymuzsna |
| Székelyvarság      | Vărșag          | 80,00         | 1580                   | Székelyvarság      | - |
| Tusnád             | Tușnad          | 76,64         | 2147                   | Tusnád             | Csíkverebes, Újtusnád |
| Újszékely          | Secuieni        | 40,42         | 2644                   | Újszékely          | Alsóboldogfalva, Székelyszenterzsébet |
| Vasláb             | Voșlăbeni       | 59,52         | 1929                   | Vasláb             | Marosfő |
| Zetelaka           | Zetea           | 206,76        | 5643                   | Zetelaka           | Deság, Ivó, Küküllőmező, Sikaszó, Zeteváralja                                                                                                |